# 乔治·斯特兰奇
乔治·斯特兰奇（英語：George Strange，1880年11月9日—1961年6月22日），加拿大男子赛艇运动员。他曾代表加拿大参加1904年夏季奥林匹克运动会赛艇比赛，获得男子八人单桨有舵手银牌。